# Marzahn-Hellersdorf
Marzahn-Hellersdorf es el décimo distrito de Berlín, Alemania, formado en 2001 por la fusión de los distritos de Marzahn y Hellersdorf. Está situado al noreste de Berlín. Marzahn-Hellersdorf limita con los distritos berlineses de Lichtenberg y Treptow-Köpenick al oeste y al sur respectivamente; al norte con el distrito de Barnim y al este con el distrito de Märkisch-Oderland.
Se fundó en 1979 mediante su separación de Lichtenberg, con el nombre de Marzahn. Su constitución se enmarcó dentro de un proyecto de construcción de viviendas a gran escala (Großwohnbausiedlung) desarrollado por la República Democrática Alemana entre los años 70 y 80. En 1985, los barrios de Hellersdorf, Kaulsdorf y Mahlsdorf constituyeron el distrito de Hellersdorf, quedando Marzahn sólo constituido por Marzahn (Barrio) y Biesdorf. Con la reforma administrativa de Berlín del año 2001, los dos distritos se integraron en uno que adoptó el nombre de Marzahn-Hellersdorf.

## Localidades

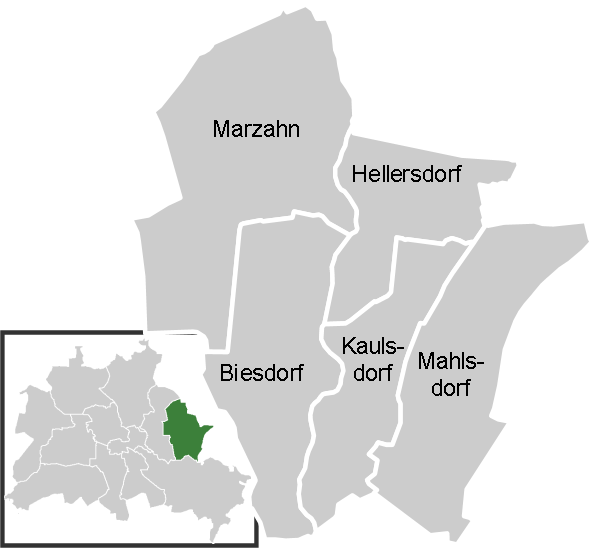
Localidades de Marzahn-Hellersdorf.

- Biesdorf
- Hellersdorf
- Kaulsdorf
- Mahlsdorf
- Marzahn

## Administración
El alcalde del distrito Marzahn-Hellersdorf (Bezirkbürgermeister) es Dagmar Pohle, de Die Linke.

División de los escaños del Parlamento del Distrito Marzahn-Hellersdorf en 2016.

El Parlamento del distrito, con 55 miembros (Bezirksverordenetenversammlung) estaba conformado por los siguientes partidos políticos en 2016:
- Die Linke, 16 miembros
- AfD, 15 miembros
- SPD, 11 miembros
- CDU, 11 miembros
- Grüne, 2 miembros

## Ciudades hermanadas
- Distrito de Halton, Inglaterra desde 1993
- Distrito de Kastrychnitski, Minsk, Bielorrusia desde 1993
- Lauingen, Alemania desde 1999
- Distrito de Partyzanski, Minsk, Bielorrusia desde 1993
- Distrito de Rákospalota , Budapest, Hungría desde 1991
- Tychy, Polonia desde 1992
- Distrito de Újpest, Budapest, Hungría desde 1992